# Campeonato Europeo de IQFoil
El Campeonato Europeo de IQFoil es la máxima competición de la clase de vela iQFoil a nivel europeo. Se realiza anualmente desde 2020 bajo la organización de la Federación Internacional de Vela (ISAF). Este tipo de tabla será una clase olímpica a partir de los Juegos Olímpicos de París 2024.

## Palmarés

### Masculino
| Núm. | Año  | Sede                  | Oro                         | Plata                       | Bronce                            |
| ---- | ---- | --------------------- | --------------------------- | --------------------------- | --------------------------------- |
| I    | 2020 | Silvaplana · ( Suiza) | Kiran Badloe · Países Bajos | Sebastian Kördel · Alemania | Nicolas Goyard Francia            |
| II   | 2021 | Marsella ( Francia)   | Nicolas Goyard Francia      | Huig-Jan Tak · Países Bajos | Luuc van Opzeeland · Países Bajos |
| III  | 2022 | Torbole · ( Italia)   | Nicolas Goyard Francia      | Nicolò Renna · Italia       | Luuc van Opzeeland · Países Bajos |
| IV   | 2023 | Patras · ( Grecia)    | Nicolò Renna · Italia       | Sebastian Kördel · Alemania | Kiran Badloe · Países Bajos       |
| V    | 2024 | Cagliari · ( Italia)  | Paweł Tarnowski · Polonia   | Andy Brown Reino Unido      | Matthew Barton Reino Unido        |

### Femenino
| Núm. | Año  | Sede                  | Oro                     | Plata                    | Bronce                         |
| ---- | ---- | --------------------- | ----------------------- | ------------------------ | ------------------------------ |
| I    | 2020 | Silvaplana · ( Suiza) | Hélène Noesmoen Francia | Islay Watson Reino Unido | Lilian de Geus · Países Bajos  |
| II   | 2021 | Marsella ( Francia)   | Hélène Noesmoen Francia | Islay Watson Reino Unido | Shachar Reshef Israel          |
| III  | 2022 | Torbole · ( Italia)   | Hélène Noesmoen Francia | Emma Wilson Reino Unido  | Maja Dziarnowska · Polonia     |
| IV   | 2023 | Patras · ( Grecia)    | Mina Mobekk · Noruega   | Sharon Kantor Israel     | Emma Wilson Reino Unido        |
| V    | 2024 | Cagliari · ( Italia)  | Daniela Peleg Israel    | Maya Gysler · Noruega    | Anastasiya Valkevich · Polonia |

## Medallero histórico
- Actualizado a Cagliari 2024.

| Núm. | País         | Oro | Plata | Bronce | Total |
| ---- | ------------ | --- | ----- | ------ | ----- |
| 1    | Francia      | 5   | 0     | 1      | 6     |
| 2    | Países Bajos | 1   | 1     | 4      | 6     |
| 3    | Israel       | 1   | 1     | 1      | 3     |
| 4    | Italia       | 1   | 1     | 0      | 2     |
| 4    | Noruega      | 1   | 1     | 0      | 2     |
| 6    | Polonia      | 1   | 0     | 2      | 3     |
| 7    | Reino Unido  | 0   | 4     | 2      | 6     |
| 8    | Alemania     | 0   | 2     | 0      | 2     |
|      | TOTAL        | 10  | 10    | 10     | 24    |